# Bole jezik
Bole jezik (ISO 639-3: bol; ampika, bolanchi, bolawa, bolewa, borpika), afrazijski jezik zapadnočadske skupine, kojim govori oko 100 000 ljudi (1990) u nigerijskim državama Bauchi (LGA Alkaleri i Darazo), Gombe (LGA Dukku), Yobe (LGA Fika) i Plateau (LGA Wase.
Klasificira se podskupini A.2. bole-tangale. Ima dva dijalekta bara i fika (fikankayen, anpika). Etnička grupa Bole utjecajna je u sjevernoj Nigeriji u politici, obrazovanju, trgovini i drugim poslovima

## Vanjske poveznice
- Ethnologue (14th)
- Ethnologue (15th)